# Senisławice
Senisławice – wieś w Polsce położona w województwie świętokrzyskim, w powiecie kazimierskim, w gminie Opatowiec. Leży przy drodze krajowej nr 79. 
| SIMC    | Nazwa   | Rodzaj    |
| ------- | ------- | --------- |
| 0258075 | Kmiecie | część wsi |

Powierzchnia: 243 ha
Parafia: Stary Korczyn
W latach 1975–1998 miejscowość administracyjnie należała do województwa kieleckiego. 
Na terenie miejscowości od 1947 roku działa jednostka Ochotniczej Straży Pożarnej.